# حاجي أباد (فامنين)
حاجي أباد (بالفارسية: حاجی‌آباد) هي قرية تقع في Khorram Dasht Rural District في إيران. يقدر عدد سكانها بـ 442 نسمة.